# Messier 98
Messier 98 (M98) även känd som NGC 4192, är en spiralgalax i stjärnbilden Berenikes hår ca 6° öster om den ljusa stjärnan Denebola (Beta Leonis). Galaxen har blåförskjutning och närmar sig oss med en hastighet av 140 km/s. Den ingår i Virgo-galaxhopen, den lokala galaxhopens närmaste granne efter Maffei 1-hopen.
Pierre Méchain upptäckte galaxen den 15 mars 1781 tillsammans med närliggande Messier 99 och Messier 100 och katalogiserades av landsmannen Charles Messier 29 dagar senare i dennes Katalog des Nébuleuses & des amas d'Étoiles.

## Egenskaper
Den morfologiska klassificeringen av Messier 98 är SAB(s)ab, vilket anger att den är en spiralgalax som visar blandade stav- och ickestavfunktioner med medeltätt till tätt lindade armar och ingen ring. Den lutar starkt mot siktlinjen från jorden i en vinkel på 74° och har en maximal rotationshastighet på 236 km/s. Den sammanlagda massan av stjärnorna i galaxen är uppskattningsvis 76 miljarder gånger solens massa. Den innehåller ca 4,3 miljarder solmassor neutralt väte och 85 miljoner solmassor av stoft. Kärnan är aktiv och visar egenskaper för ett "övergångsobjekt". Det vill säga den visar egenskaper hos en galax av LINER-typ blandad med en H II-region kring kärnan.
För ungefär 750 miljoner år sedan kan Messier 98 ha interagerat med den stora spiralgalaxen Messier 99. Dessa är nu separerade med 1 300 000 ly (400 000 pc).

## Galleri

Messier 98 avbildad av Hubbleteleskopet.[11]
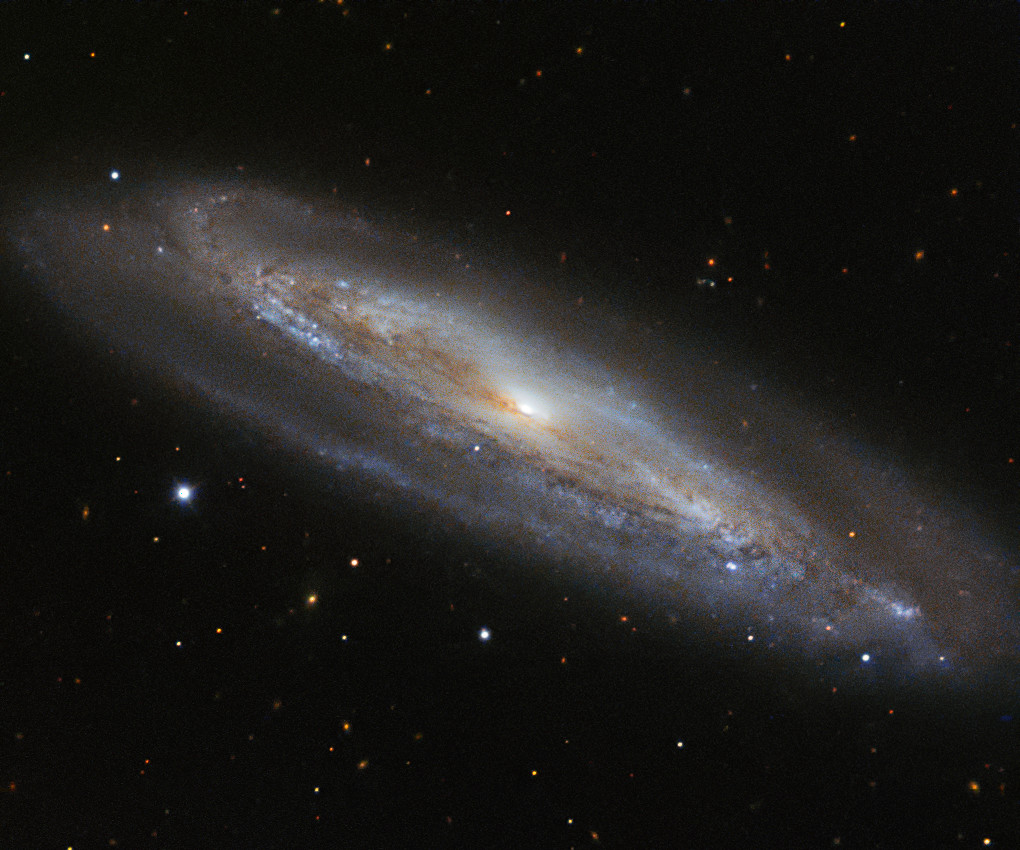
Messier 98 tagen av Europeiska sydobservatoriets New Technology Telescope.
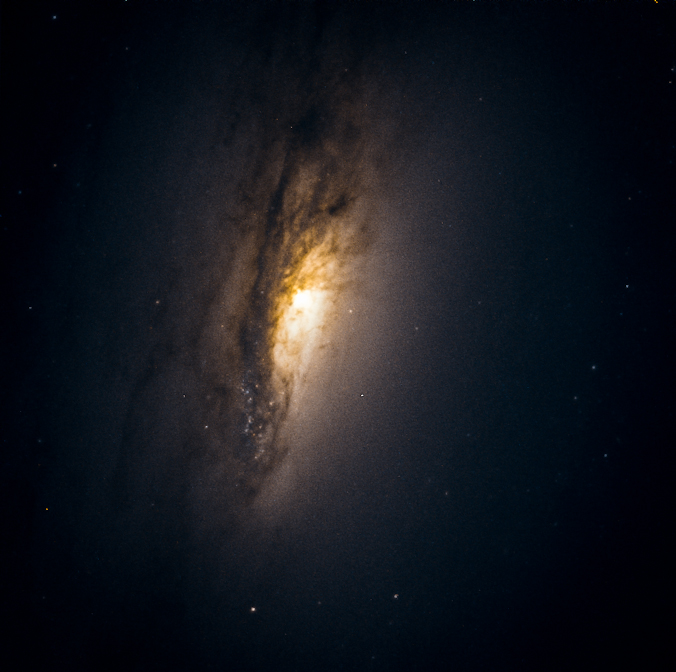
M98, sedd med Hubbleteleskopet.
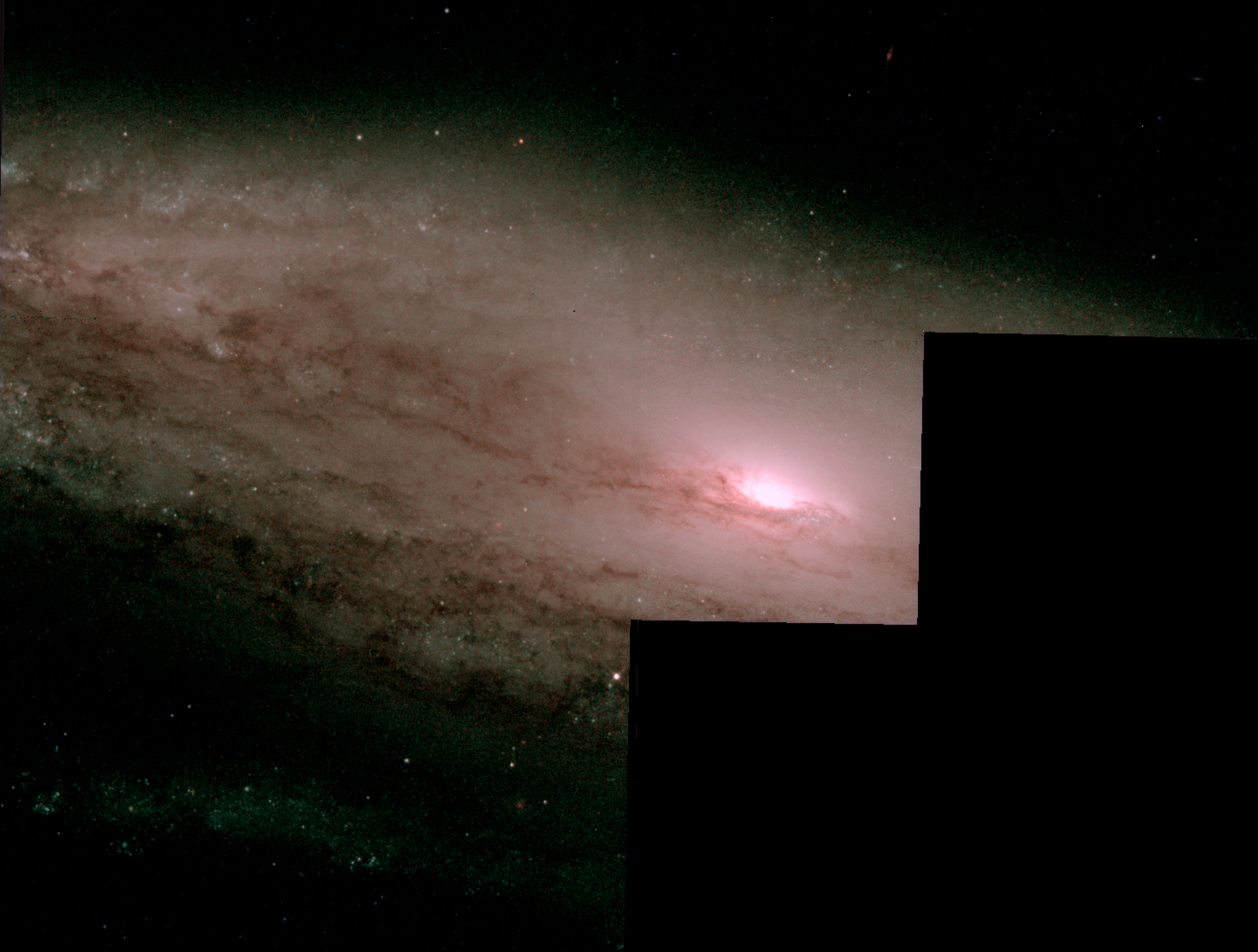
Spiralgalaxen M98, avbildad av Hubbleteleskopets WFPC2(en).